# Charmoille (Haute-Saône)
Charmoille ist eine Gemeinde im französischen Département Haute-Saône in der Region Bourgogne-Franche-Comté.

## Geographie
Charmoille liegt auf einer Höhe von 255 m über dem Meeresspiegel, etwa sechs Kilometer nordwestlich der Stadt Vesoul (Luftlinie). Das Dorf erstreckt sich im zentralen Teil des Departements, im Becken von Vesoul, auf dem Plateau nördlich der breiten Talebene des Durgeon.
Die Fläche des 5,04 km² großen Gemeindegebiets umfasst einen Abschnitt im Bereich des Beckens von Vesoul. Der Hauptteil des Gebietes wird von einem Plateau eingenommen, das durchschnittlich auf 250 m liegt. Es wird überwiegend landwirtschaftlich genutzt. Entwässert wird das Gelände durch den Ruisseau de la Vaugine, der abschnittsweise die östliche Grenze markiert. Nach Norden erstreckt sich das Gemeindeareal in die Waldung des Bois du Chanoi, in dem mit 294 m die höchste Erhebung von Charmoille erreicht wird. In geologisch-tektonischer Hinsicht besteht der südliche Teil des Plateaus aus einer während des Sinemurium abgelagerten Kalkschicht, während in den nördlichen Abschnitten sandig-mergelige Sedimente der unteren Jurazeit (Lias) zutage treten.
Nachbargemeinden von Charmoille sind Bougnon im Norden, Pusy-et-Épenoux im Osten, Pusey im Süden sowie Grattery im Westen.

## Geschichte
Im Mittelalter gehörte Charmoille zur Freigrafschaft Burgund und darin zum Gebiet des Bailliage d’Amont. Es bildete den Mittelpunkt einer kleinen Herrschaft, die seit 1503 belegt ist. Zusammen mit der Franche-Comté gelangte Charmoille mit dem Frieden von Nimwegen 1678 definitiv an Frankreich. Das Dorf gehört zur Pfarrei Pusey.

## Sehenswürdigkeiten

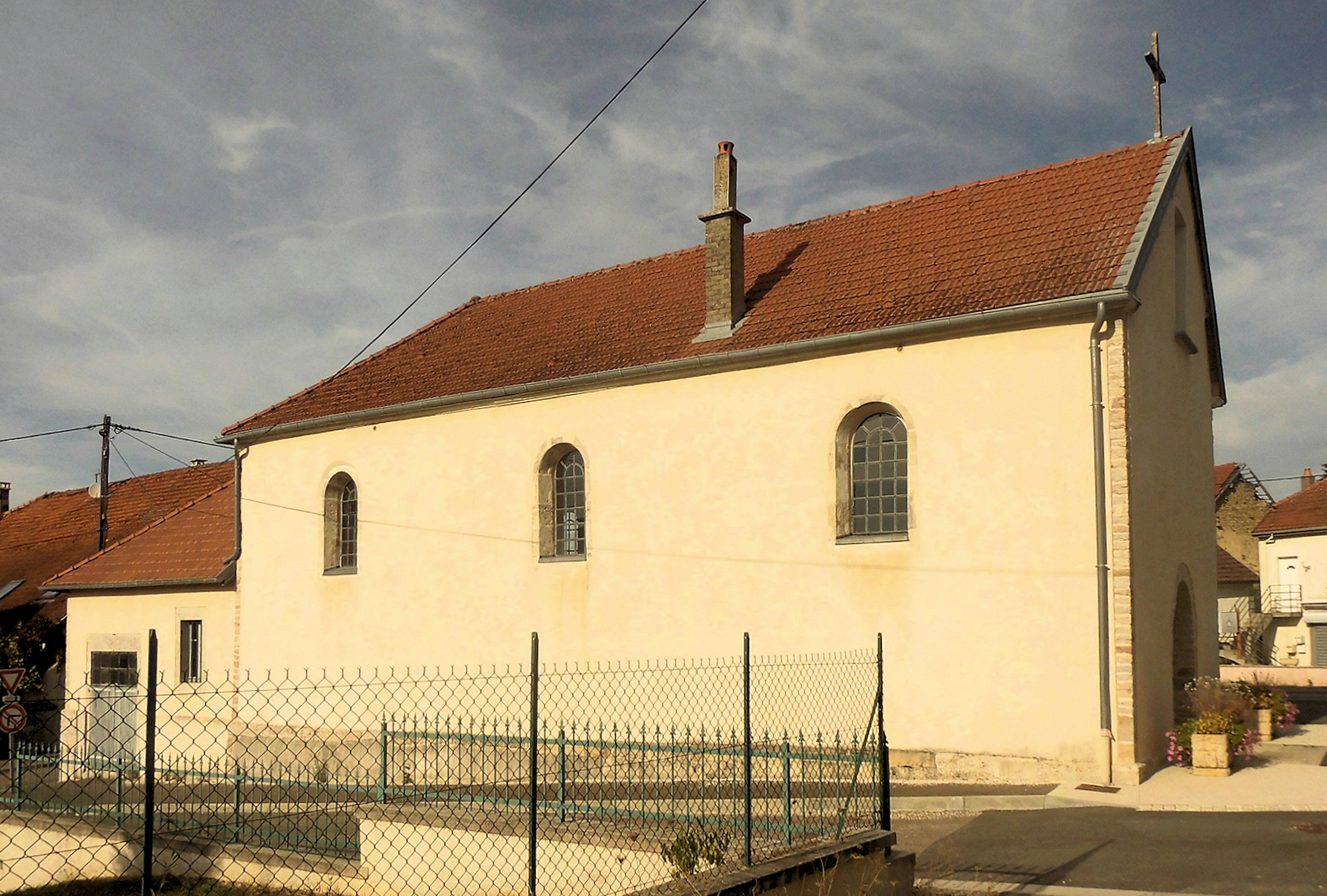
Kirche Saint-Maurice

Die Kirche Saint-Maurice wurde im 18. Jahrhundert errichtet und beherbergt ein Kruzifix (15./16. Jahrhundert) sowie einen Altar und Gemälde aus der Erbauungszeit.

## Bevölkerung
| Jahr                       | 1962 | 1968 | 1975 | 1982 | 1990 | 1999 | 2006 | 2017 |
| Einwohner                  | 101  | 112  | 145  | 359  | 383  | 357  | 417  | 484  |
| Quellen: Cassini und INSEE |      |      |      |      |      |      |      |      |

Mit 484 Einwohnern (1. Januar 2022) gehört Charmoille zu den kleineren Gemeinden des Départements Haute-Saône. Nachdem die Einwohnerzahl in der ersten Hälfte des 20. Jahrhunderts deutlich abgenommen hatte (1891 wurden noch 216 Personen gezählt), wurde vor allem während der 1970er Jahre ein markantes Bevölkerungswachstum verzeichnet. In dieser Zeit hat sich die Einwohnerzahl verdreifacht. Nach vorübergehend leicht rückläufiger Tendenz wurde seit 2000 erneut eine Bevölkerungszunahme beobachtet.

## Wirtschaft und Infrastruktur
Charmoille war bis weit ins 20. Jahrhundert hinein ein vorwiegend durch die Landwirtschaft (Ackerbau, Obstbau und Viehzucht) geprägtes Dorf. Heute gibt es einige Betriebe des lokalen Kleingewerbes, insbesondere einen Betrieb der Nahrungsmittelindustrie und eine Autowerkstatt. In den letzten Jahrzehnten hat sich das Dorf zu einer Wohngemeinde gewandelt. Viele Erwerbstätige sind deshalb Pendler, die in der Agglomeration Vesoul ihrer Arbeit nachgehen.
Der Ort ist verkehrstechnisch gut erschlossen. Er liegt an der Hauptstraße N19, die von Belfort via Vesoul nach Langres führt. Die N19 ist im Bereich von Charmoille vierspurig ausgebaut und entlastet den Dorfkern vom Durchgangsverkehr. Eine weitere Straßenverbindung besteht mit Faverney.